# Йосіда Ясусі
Ясусі Йосіда (яп. 吉田 靖, нар. 9 серпня 1960, Токіо) — японський футболіст, що грав на позиції нападника. По завершенні ігрової кар'єри — тренер.

## Ігрова кар'єра
Народився 9 серпня 1960 року в місті Токіо. Грав у футбол за команду Університету Васеда.
У дорослому футболі дебютував 1982 року виступами за команду клубу «Міцубісі Моторс», кольори якої і захищав протягом усієї своєї кар'єри гравця, що тривала одинадцять років. 

## Кар'єра тренера
Розпочав тренерську кар'єру невдовзі по завершенні кар'єри гравця, 1995 року, увійшовши до тренерського штабу юнацької збірної Японії U-15. Працював асистентом головного тренера у юнацьких і молодіжних збірних Японії до 2005 року. Паралельно 1999 року очолював тренерський штаб клубу «Урава Ред Даймондс».
Протягом 2006–2007 років був головним тренером молодіжної збірної Японії. Зокрема керував її діями на молодіжному чемпіонаті світу 2007 року.

Згодом протягом 2011–2012 років знову працював з юнацькими збірними своєї країни, цього разу вже як головний тренер.
Наразі останнім місцем тренерської роботи був клуб «Роассо Кумамото», головним тренером команди якого Ясусі Йосіда був протягом 2013 року.